# Begonia secunda
Begonia secunda é uma espécie de Begonia, nativa do Equador.